# جولیو کبوس (بازیکن فوتبال)
جولیو کبوس (انگلیسی: Julio Cobos؛ زادهٔ ۱۰ فوریهٔ ۱۹۷۱) بازیکن فوتبال اهل اسپانیا است.
از باشگاه‌هایی که در آن بازی کرده‌است می‌توان به باشگاه فوتبال خرز اشاره کرد.